# Assume Form
Assume Form là album phòng thu thứ tư của nam ca sĩ kiêm sáng tác nhạc–nhà sản xuất thu âm người Anh James Blake. Album được Polydor Records phát hành vào ngày 18 tháng 1 năm 2019. Các nhà phê bình mô tả album có âm thanh phấn khởi và lạc quan hơn so với các tác phẩm trước đó của Blake, đặc biệt là so với album phòng thu trước đó The Colour In Anything (2016). Album sử dụng những yếu tố của nhạc electropop, hip hop, R&B và có sự tham gia của các nghệ sĩ khách mời gồm Travis Scott, Moses Sumney, Rosalía và André 3000. Nhà sản xuất Metro Boomin cũng đóng góp vào quá trình thực hiện album.
Đĩa đơn mở đường cho album "Don't Miss It" được phát hành vào ngày 4 tháng 6 năm 2018. Hai đĩa đơn kế tiếp, "Mile High" và "Lullaby for My Insomniac", được phát hành vào tháng 1 năm 2019. Sau khi phát hành, Assume Form được các nhà phê bình khen ngợi về âm thanh phấn khởi, những cảm nhận lãng mạn và về công đoạn sản xuất. Album được đề cử ở hạng mục Album nhạc alternative xuất sắc nhất tại Giải Grammy lần thứ 62.

## Bối cảnh và thu âm
Vào năm 2016, Blake hợp tác với Beyoncé trong album Lemonade. Sau sự kiện này, anh phát biểu rằng anh "luôn cảm thấy, hoặc ít nhất là trong một khoảng thời gian dài, rằng vị trí [của anh] trong âm nhạc là hiện diện ở dưới thứ âm nhạc đang thịnh hành [...] [và] phần nào giống như nhạc sĩ của một nhạc sĩ". Blake sau đó đã làm việc với nhiều nghệ sĩ hip hop và electronic, bao gồm Jay-Z trong album 4:44, Kendrick Lamar trong ca khúc "Element", Mount Kimbie trong album Love What Survives, Oneohtrix Point Never trong album Age Of và Travis Scott trong ca khúc "Stop Trying to Be God".
Vào tháng 5 năm 2017, Blake tiết lộ rằng anh đã thực hiện các chất liệu âm nhạc mới như "những thứ thuộc thể loại hip hop" và "các sản phẩm và đoạn beat hợp tác với một số nghệ sĩ", nhưng nói thêm rằng anh không chắc liệu chúng sẽ trở thành các đĩa đơn độc lập hay các dự án. Anh sắp xếp các buổi thu âm tự phát với hai nghệ sĩ Rosalía và André 3000, và nhờ đó đã sản sinh ra EP Look Ma No Hands của André 3000 cũng như hai ca khúc "Barefoot in the Park" và "Where's the Catch?" trong Assume Form. Blake được truyền cảm hứng để hợp tác với Rosalía sau khi anh lắng nghe bản thu âm đầu tay Los ángeles của cô và phát biểu rằng anh "thật sự chưa từng nghe thứ gì yếu đuối, tự nhiên và gây choáng váng đến như vậy trong một khoảng thời gian khá lâu rồi." Sau đó, anh mời cô đến phòng thu, thực hiện "hai hoặc ba thứ" và nói thêm rằng anh "rất thích giọng ca của hai chúng tôi khi hát cùng nhau." Anh cũng biểu diễn cùng Travis Scott trong phòng thu sau khi hợp tác với Scott trong album Astroworld. Anh mô tả buổi thu âm là một sự khác biệt và nói rằng "[Scott] vừa chỉ mới phát hành Astroworld, điều đó cứ như những điều tuyệt vời nối tiếp nhau vậy. Và rồi anh ta đến và thu âm bản tình ca vô cùng yếu đuối và ngọt ngào này [Mile High]." Buổi thu âm ca khúc "Tell Them" với Moses Sumney và Metro Boomin được Blake mô tả là một "khoảnh khắc yếu đuối".

## Âm nhạc và ca từ
Assume Form được mô tả là một bản thu âm theo phong cách pop và electropop với một số yếu tố của các dòng nhạc hip hop và R&B, cũng như mang sắc thái lạc quan hơn nhiều so với các tác phẩm trước đó của nam ca sĩ. Nhiều xuất bản phẩm đã đối chiếu những điểm tương phản giữa album với tác phẩm "hoàn toàn buồn bã chán nản" The Colour In Anything. Xuyên suốt album, quãng giọng của Blake trải dài từ những nốt trầm tới âm khu giả thanh. Anh cũng thể hiện giọng ca thuần thục và "tự tạo ra một dàn hợp xướng" để thu âm cho album. Một số ca khúc trong bản thu âm sử dụng những biến tấu của phần beat mang phong cách hip hop trong "Can't Believe the Way We Flow", một ca khúc mà Blake từng biểu diễn vài lần vào cuối năm 2017. Phần lời của các bài hát chủ yếu ám chỉ đến mối quan hệ của Blake với người bạn gái Jameela Jamil, cũng như cuộc sống của hai người tại Los Angeles. Trả lời phỏng vấn của Dazed, Blake cho biết album nói về những cảm xúc hiện tại và tình cảm của anh với cô bạn gái, như để phản ứng lại trước bình luận của tạp chí âm nhạc trực tuyến Pitchfork rằng đĩa đơn mở đường "Don't Miss It" của Assume Form là "âm nhạc của một chàng trai buồn bã". Anh cũng giải thích rằng: "trong bản thu âm này, tôi chỉ là đang nói về những gì tôi hiện đang cảm thấy, và tôi sẽ tiếp tục viết về những gì tôi cảm nhận được, hoặc đôi khi tôi sẽ không nói về [nó], nhưng tôi sẽ đưa ra lựa chọn thích hợp xem khi nào tôi làm và khi nào tôi không làm điều đó – mà không cần cảm thấy rằng tôi không nên làm điều đó chỉ vì tôi là một người đàn ông." Trong một bài phỏng vấn với Exclaim!, Blake nói rằng: "Tôi muốn thử và nói ra những gì tôi muốn nói, và điều đó thật khó. Đôi lúc, điều đó thật đáng sợ. Tôi nghĩ rằng trước đây nỗi sợ này đã ngăn cản tôi làm điều đó."

## Quảng bá và phát hành
Vào tháng 12 năm 2018, James Blake công bố sẽ thực hiện một chuyến lưu diễn tại Bắc Mỹ, khởi động tại Atlanta vào tháng 12 năm 2019 và kết thúc tại Los Angeles ngay trong tháng sau. Những người đã đặt mua vé cho chuyến lưu diễn tại Bắc Mỹ đều nhận được một bản sao của album sắp phát hành của anh. Sau đó, cũng trong tháng 12, trong một buổi diễn tại Brooklyn, Blake hé lộ về chất liệu âm nhạc mới có sự tham gia hợp tác của rapper kiêm nhạc công người Mỹ André 3000.
Vào ngày 3 tháng 1 năm 2019, một trang đặt hàng trực tuyến trước cho album của Amazon Pháp đột nhiên xuất hiện, đưa ra nhiều thông tin về ngày phát hành, danh sách bài hát và các nghệ sĩ khách mời của album. Trang này cũng cho biết đĩa đơn "Don't Miss It" phát hành từ ngày 4 tháng 6 năm 2018 cũng góp mặt trong danh sách bài hát của album. Tuy nhiên, cả "If the Car Beside You Moves Ahead" phát hành trước đó vào tháng 1 năm 2018 và "Vincent" phát hành vào cuối năm 2017 đều không xuất hiện trong danh sách bài. Mặc dù vậy, một số suy đoán cho rằng vụ rò rỉ này là "một sự kiện giả được dàn dựng một cách công phu".
Không lâu sau, các tấm panô dán quảng cáo và các biển quảng cáo dùng đèn LED với nội dung quảng bá cho album bắt đầu xuất hiện tại Luân Đôn và New York. Một trang mạng có địa chỉ assumeform.com cũng xuất hiện. Trang này sử dụng một đoạn nhạc mẫu ngắn theo phong cách tối giản và ambient mà sau này được Shazam tiết lộ là của ca khúc "Lullaby for My Insomniac", cũng như trình chiếu một hình ảnh hoạt hình có ghi tựa đề của album. Sau đó, trang này bổ sung một thẻ yêu cầu đăng nhập và một video với một loạt câu hỏi lấy từ lời bài hát của ca khúc chủ đề. Vào ngày 10 tháng 1, các áp phích quảng bá cho album xuất hiện ở ga Tàu điện ngầm Luân Đôn, tiết lộ ảnh bìa của album và xác nhận ngày phát hành chính thức là 18 tháng 1 năm 2019 cũng như dàn nghệ sĩ khách mời gồm André 3000, Travis Scott, Moses Sumney, Metro Boomin và Rosalía. Danh sách bài hát và các nghệ sĩ khách mời cũng được xác nhận trên tài khoản Instagram chính thức của Blake.
Vào ngày 17 tháng 1, chỉ 12 giờ trước thời điểm phát hành album, Blake phát hành ca khúc "Mile High" hợp tác với Travis Scott và Metro Boomin, sau khi ra mắt ca khúc này trong chương trình Beats 1 của Zane Lowe. Vài giờ sau, Blake phát hành đĩa đơn thứ ba "Lullaby for My Insomniac". Bài hát "Barefoot in the Park" cùng video âm nhạc được phát hành thành đĩa đơn thứ tư vào ngày 4 tháng 4. Bài hát "Mulholland", ca khúc nằm trong phiên bản đĩa vinyl của album, được phát hành thành đĩa đơn thứ năm vào ngày 26 tháng 4.

## Diễn biến thương mại
Assume Form ra mắt ở vị trí thứ 21 trên bảng xếp hạng Billboard 200 và ở vị trí quán quân trên bảng xếp hạng Top Dance/Electronic Albums của Hoa Kỳ với doanh số đạt 22.000 đơn vị album tương đương, trong đó có 9.000 bản là album thuần. Đây là album có vị trí xếp hạng cao nhất của Blake trên Billboard nói chung, và cũng là album quán quân thứ ba của anh trên bảng xếp hạng album của dòng nhạc Dance/Electronic. Ngoài ra, tất cả các bài hát trong album đều xuất hiện trên bảng xếp hạng Hot Dance/Electronic Songs. Assume Form cũng trở thành album có thứ hạng cao nhất của Blake tại Anh Quốc. Trong tuần đầu tiên, album đạt đến vị trí thứ 6 trên bảng xếp hạng, bán ra 6.226 đơn vị album tương đương, với 1.344 đơn vị trong số đó là đĩa CD.

## Tiếp nhận phê bình
| Đánh giá chuyên môn  | Đánh giá chuyên môn |
| Điểm trung bình      | Điểm trung bình     |
| Nguồn                | Đánh giá            |
| -------------------- | ------------------- |
| AnyDecentMusic?      | 7,4/10              |
| Metacritic           | 80/100              |
| Nguồn đánh giá       |                     |
| Nguồn                | Đánh giá            |
| AllMusic             | [ 47 ]              |
| The A.V. Club        | B                   |
| The Daily Telegraph  | [ 49 ]              |
| Entertainment Weekly | A−                  |
| The Guardian         | [ 15 ]              |
| The Independent      | [ 18 ]              |
| Mojo                 | [ 51 ]              |
| NME                  | [ 16 ]              |
| Pitchfork            | 5,8/10              |
| Q                    | [ 53 ]              |

Assume Form nhận được những lời tán dương từ các nhà phê bình âm nhạc. Họ khen ngợi âm thanh lạc quan phấn khởi hơn, những cảm nhận lãng mạn và công đoạn sản xuất của album. Trên Metacritic, một trang đưa ra số điểm chuẩn trên thang 100 dựa trên các bài đánh giá của các xuất bản phẩm phổ biến, album nhận được điểm trung bình là 80 dựa trên 30 bài đánh giá, tương ứng với nhận xét "các đánh giá nhìn chung là tích cực." Alexis Petridis của The Guardian khen ngợi Blake vì đã "bổ sung những sắc màu tươi mới, và dễ nhận thấy nhất là những sắc màu tươi sáng hơn trên bảng màu của mình" và viết rằng "thật vô cùng thích thú khi chứng kiến một nghệ sĩ [trước đó] dường như đang kẹt ở ngõ cụt thì nay [đã] tiến lên." Neil McCormick của The Daily Telegraph chấm album đạt điểm tuyệt đối, gọi đây là "album có nhận thức đầy đủ nhất từ trước đến nay" của Blake và nhận xét album "lãng mạn một cách chóng mặt". Ở chiều ngược lại, Spencer Kornhaber của The Atlantic viết rằng mặc dù "là một trải nghiệm cho người dùng tai nghe, Assume Form vẫn đem đến sự rùng mình như mong đợi." Ông kết luận rằng sai lầm lớn nhất trong album của Blake là "giải thích quá nhiều về nghệ thuật của anh ta".
Trong bài đánh giá album đạt điểm A-, Wren Graves của Consequence of Sound gọi album là một "thành tựu đặc biệt" và khen ngợi Blake là "một trong số những nhạc sĩ độc đáo nhất ở thế hệ của anh." Trong một đánh giá tích cực trên The New York Times, Jon Pareles viết rằng album "dẫn lối đến những chiều sâu đầy ám ảnh và đáng để lắng nghe". James Rettig của Stereogum khen ngợi dàn nghệ sĩ khách mời và tán dương công đoạn sản xuất của album. Ông viết rằng mặc dù "những ca khúc của Blake thỉnh thoảng lại chảy máu cùng nhau, [...] ở đây, anh ta đã tránh được điều đó bằng cách ghìm chặt từng ca khúc trong những thay đổi bất ngờ và độc đáo về hình thức này." Tom Connick của NME đánh giá đây là album đầu tiên đạt 5 sao của trang này trong năm 2019 và hoan nghênh Blake như là "một trong số những nhà sản xuất vĩ đại nhất trên thế giới [...], một nhạc sĩ xuất sắc và một người viết lời bài hát gây xúc động." Helen Brown cũng đưa ra những quan điểm tương tự trong bài đánh giá cho The Independent, nhận xét rằng "trí thông minh, sự trung thực và phong cách sản xuất cực kỳ êm ả mang tính thương hiệu của anh vẫn còn nguyên vẹn" và mô tả album là "một cái bong bóng của những hạnh phúc cá nhân giữa một đại dương chứa đầy nhựa."
Fred Thomas tỏ ra dè dặt hơn trong bài đánh giá viết cho AllMusic. Ông phát biểu rằng: "Ở một mức độ nào đó, thật khó để không bỏ lỡ nỗi đau mang tính thương hiệu và phong cách tối giản gây chán nản đó," nhưng cũng nói thêm rằng bản thu âm "[đại diện] cho sự phát triển về mặt nghệ thuật và cho một phát hiện bất ngờ về sự yếu đuối trong tình cảm của một tài năng mà có thể đã mãi đi theo con đường của sự nổi tiếng" và kết luận rằng "những thay đổi về quan điểm trong Assume Form [đã] tạo được sự thích thú." Trong bài đánh giá cho Spin, Andy Beta thấy rằng album là "tuyên bố mạch lạc nhất của Blake từ trước đến nay" và viết rằng "anh ấy đào sâu gấp đôi vào những u sầu của mình, nhưng cũng chừa chỗ cho tình yêu." Alex Suskind của Entertainment Weekly viết trong một đánh giá tích cực rằng "Trong album mới Assume Form của mình, Blake từ bỏ những nỗi tuyệt vọng gây đau buốt đó — dù rằng không phải sự yếu đuối trong tình cảm của anh ta — bằng cách lựa chọn sự lãng mạn thay cho sự đau buồn."
Trong một đánh giá tiêu cực hơn, Philip Sherburne của Pitchfork chỉ trích "sự nghiêm túc đến nghẹt thở" của album vì đã sa lầy vào "những khoảnh khắc chân thật của sự nông nổi và tình yêu." Tuy nhiên, trong một phản hồi lại nhận xét này, Blake cho biết anh nghĩ rằng "họ có thể vẫn còn hơi thất vọng về việc tôi công khai chỉ trích sự nam tính độc hại của họ," ám chỉ đến việc anh chỉ trích trang này vì đã gọi ca khúc "Don't Miss It" là âm nhạc của "chàng trai buồn bã."

### Danh hiệu
| Xuất bản phẩm | Danh sách                          | Vị trí | Ng.    |
| ------------- | ---------------------------------- | ------ | ------ |
| Complex       | Những album xuất sắc nhất năm 2019 | 27     | [ 58 ] |
| The Guardian  | 50 album xuất sắc nhất năm 2019    | 31     | [ 59 ] |
| NME           | 50 album xuất sắc nhất năm 2019    | 22     | [ 60 ] |
| Time          | 10 album xuất sắc nhất năm 2019    | 10     | [ 61 ] |

## Danh sách bài hát
Danh sách nghệ sĩ thực hiện lấy từ Tidal.
| STT              | Nhan đề                                                | Sáng tác                                       | Sản xuất                           | Thời lượng |
| ---------------- | ------------------------------------------------------ | ---------------------------------------------- | ---------------------------------- | ---------- |
| 1.               | "Assume Form"                                          | James Blake                                    | Blake Dominic Maker [a]            | 4:49       |
| 2.               | "Mile High" (hợp tác với Travis Scott và Metro Boomin) | Blake Leland Wayne Jacques Webster             | Blake Metro Boomin Dre Moon Wavey  | 3:13       |
| 3.               | "Tell Them" (hợp tác với Moses Sumney và Metro Boomin) | Blake Moses Sumney Wayne Allen Ritter          | Blake Metro Boomin Ritter Dre Moon | 3:28       |
| 4.               | "Into the Red"                                         | Blake                                          | Blake Maker [a] Jameela Jamil      | 4:17       |
| 5.               | "Barefoot in the Park" (hợp tác với Rosalía)           | Blake Rosalía Vila Tobella Paco Ortega         | Blake Maker [a]                    | 3:31       |
| 6.               | "Can't Believe the Way We Flow"                        | Blake Roger Joyce Victoria Pike Teddy Randazzo | Blake Maker [a]                    | 4:27       |
| 7.               | "Are You in Love?"                                     | Blake                                          | Blake                              | 3:17       |
| 8.               | "Where's the Catch?" (hợp tác với André 3000)          | Blake André Benjamin                           | Blake                              | 4:36       |
| 9.               | "I'll Come Too"                                        | Blake Bruno Nicolai                            | Blake Maker                        | 3:42       |
| 10.              | "Power On"                                             | Blake                                          | Blake Maker                        | 4:06       |
| 11.              | "Don't Miss It"                                        | Blake                                          | Blake Maker [a]                    | 4:59       |
| 12.              | "Lullaby for My Insomniac"                             | Blake                                          | Blake                              | 3:43       |
| Tổng thời lượng: | Tổng thời lượng:                                       | Tổng thời lượng:                               | Tổng thời lượng:                   | 48:08      |

| Bài hát thêm cho LP | Bài hát thêm cho LP                                                 | Bài hát thêm cho LP | Bài hát thêm cho LP | Bài hát thêm cho LP |
| STT                 | Nhan đề                                                             | Sáng tác            | Sản xuất            | Thời lượng          |
| ------------------- | ------------------------------------------------------------------- | ------------------- | ------------------- | ------------------- |
| 1.                  | "Mullholland" (Bài 3 của mặt D; bài 12 trong phiên bản kỹ thuật số) | Blake               | Blake               | 3:11                |

Ghi chú
- ^[a]  chỉ người đồng sản xuất.

Các ca khúc lấy mẫu
- "Assume Form" sử dụng một đoạn nhạc được lấy mẫu từ ca khúc "Depression" (sáng tác bởi Adam Tench, trình bày bởi Rage Almighty).[64]
- "Barefoot in the Park" sử dụng một đoạn nhạc được lấy mẫu từ ca khúc "Fíl a Run Ó" (sáng tác bởi Paco Ortega, trình bày bởi Valorie Armstrong).[64]
- "Can't Believe the Way We Flow" sử dụng một đoạn nhạc được lấy mẫu từ ca khúc "It Feels So Good to Be Loved So Bad" (sáng tác bởi Teddy Randazzo, trình bày bởi The Manhattans).[64]
- "Where's the Catch?" sử dụng một đoạn nhạc được lấy mẫu từ ca khúc "Fire" (sáng tác và trình bày bởi Sister Irene O'Connor).[64]
- "I'll Come Too" sử dụng một đoạn nhạc được lấy mẫu từ ca khúc "La Contessa, Incontro" (sáng tác và trình bày bởi Bruno Nicolai).[64]

## Những người thực hiện
Danh sách những người thực hiện được lấy từ ghi chú chính thức trên bìa album và Tidal.
| Âm nhạc - James Blake – hát, piano, synthesiser, lập trình - Dominic Maker – lập trình (bài 1, 4–6 và 9–11) - Travis Scott – hát (bài 2) - Moses Sumney – hát (bài 3) - Rosalía – hát (bài 5) - André 3000 – hát (bài 8) - Peter Lee Johnson – cải biên đàn dây (bài 3) Kỹ thuật - Nathan Boddy – đồng phối khí - James Blake – đồng phối khí - Joshua Smith – kỹ sư thu âm - John Armstrong – trợ lý kỹ sư thu âm - Eric Eylands – trợ lý kỹ sư thu âm | Sản xuất - Allen Ritter – sản xuất (bài 3) - Dan Foat – điều hành sản xuất - Dominic Maker – sản xuất (bài 1, 4–6 và 9–11) - Dre Moon – sản xuất (bài 2 và 3) - Metro Boomin – sản xuất (bài 2 và 3) - Jameela Jamil – sản xuất bổ sung (bài 4) - Wavey – sản xuất (bài 2) |

## Xếp hạng
| Bảng xếp hạng (2019)                          | Vị trí cao nhất |
| --------------------------------------------- | --------------- |
| Album Úc (ARIA)                               | 22              |
| Album Áo (Ö3 Austria)                         | 16              |
| Album Bỉ (Ultratop Vlaanderen)                | 4               |
| Album Bỉ (Ultratop Wallonie)                  | 97              |
| Album Canada (Billboard)                      | 8               |
| Album Đan Mạch (Hitlisten)                    | 7               |
| Album Hà Lan (Album Top 100)                  | 17              |
| Album Pháp (SNEP)                             | 60              |
| Album Đức (Offizielle Top 100)                | 27              |
| Album Ireland (IRMA)                          | 18              |
| Album Ý (FIMI)                                | 89              |
| Latvia (LAIPA)                                | 5               |
| Lithuania (AGATA)                             | 4               |
| Album New Zealand (RMNZ)                      | 21              |
| Album Na Uy (VG-lista)                        | 21              |
| Album Scotland (OCC)                          | 45              |
| Album Tây Ban Nha (PROMUSICAE)                | 60              |
| Album Thụy Điển (Sverigetopplistan)           | 21              |
| Album Thụy Sĩ (Schweizer Hitparade)           | 9               |
| Album Anh Quốc (OCC)                          | 6               |
| Album Hoa Kỳ Billboard 200                    | 21              |
| Album Hoa Kỳ Top Dance/Electronic (Billboard) | 1               |

| Bảng xếp hạng (2019)   | Vị trí |
| ---------------------- | ------ |
| Bỉ (Ultratop Flanders) | 194    |

## Lịch sử phát hành
| Quốc gia       | Ngày phát hành      | Định dạng                             | Nhãn hiệu | Ng.                  |
| -------------- | ------------------- | ------------------------------------- | --------- | -------------------- |
| Nhiều quốc gia | 18 tháng 1 năm 2019 | Tải kỹ thuật số streaming CD cassette | Polydor   | [ 89 ] [ 90 ] [ 91 ] |
| Nhiều quốc gia | 10 tháng 5 năm 2019 | LP                                    | Polydor   | [ 63 ]               |